# Humain à l'eau
«Humain à l'eau» (англ. «Human Overboard», укр. «Людина за бортом») — пісня Stromae з його другого альбому Racine carrée.

## Чарти
| Чарт (2013)                 | Пікова позиція |
| --------------------------- | -------------- |
| Бельгія (Ultratop Wallonia) | 47             |
| Франція (SNEP)              | 110            |